# George Archibald
George William Archibald (* 13. Juli 1946 in New Glasgow, Nova Scotia, Kanada) ist ein kanadischer Naturschützer. Er gründete 1973 die International Crane Foundation und leitete internationale Kranichschutzprojekte.

## Leben

### Frühe Karriere
Archibald ist der Sohn von Donald und Lettie Archibald, geborene MacLeod. 1965 arbeitete er als Vogelberinger im Department of Lands and Forests in Nova Scotia. 1965 begann er als wissenschaftlicher Assistent in Vergleichender Wirbeltieranatomie an der Dalhousie University in Halifax, Nova Scotia, wo er 1968 zum Bachelor of Science graduierte. Von 1966 bis 1967 war er Vogelzüchter auf der Alberta Game Farm. 1968 arbeitete er als Naturforscher im Fundy-Nationalpark in New Brunswick. Zwischen 1968 und 1971 absolvierte Archibald ein Graduiertenstudium, das die Forschung über die Vergleichende Verhaltensbiologie und die evolutionären Beziehungen von Kranichen umfasste. 1977 promovierte er mit der Dissertation „The Unison Call Of Cranes As A Useful Taxonomic Tool“ zum Ph.D. an der Cornell University.

### Naturschutzarbeit
Von 1972 bis 1973 betrieb Archibald Feldarbeit an Mandschurenkranichen, an Brolgakranichen und an Östlichen Saruskranichen in Japan und Australien, die von der New York Zoological Society unterstützt wurde. 1973 gründete er mit Ron Sauey (1948–1987) die International Crane Foundation (ICF) in Baraboo, Wisconsin, wo er bis zum Jahr 2000 als erster Direktor fungierte.
Archibald erforschte die Ökologie von acht gefährdeten Kranicharten in Australien, Bhutan, China, Iran, Indien, Japan, Russland und in den Vereinigten Staaten. 1974 reiste er nach Korea, wo es ihm gelang, den Weißnackenkranich erstmals in seinem Überwinterungsgebiet zu studieren. Im selben Jahr konnte er auch den seltenen Nipponibis in Korea nachweisen, der zur damaligen Zeit als nahezu ausgestorben galt. Er leitete eine erfolgreiche Kampagne zum Schutz der Hangang-Mündung, die sich in der Demilitarisierten Zone zwischen Nord- und Südkorea befindet, und ein wichtiges Überwinterungs- und Wanderungsgebiet für den Weißnackenkranich ist.
Archibald unterstützte die Organisation von neun Arbeitsgruppen für Kraniche, darunter die Arbeit von über 900 Wissenschaftlern in 64 Nationen. Jede Arbeitsgruppe und viele Untergruppen führen alle zwei bis vier Jahre regelmäßige Konferenzen durch, deren Ergebnis anschließend in Forschungsberichten veröffentlicht wird. Durch die Aktivitäten der verschiedenen Arbeitsgruppen förderte Archibald Aktionen, die dazu führten, dass mehr als fünf Millionen Hektar an Feuchtgebieten in Asien unter Naturschutz gestellt wurden, wovon sich ein Großteil in China und in Russland befindet. Während seiner Leitung bei der ICF wurden Aufklärungsprogramme realisiert, mit dem Ziel, die lokale Bevölkerung in abgelegenen Regionen Afrikas, Australiens und Eurasiens für den Naturschutz zu sensibilisieren. 
1984 begann die ICF damit, Kraniche isoliert aufzuziehen und auf eine Auswilderung vorzubereiten. 1986 wurde die Einrichtung „Crane City“ gegründet, wo es gelang, alle 15 Kranicharten erfolgreich zu züchten und eine Samenbank aufzubauen. Im Januar 1987 starb Archibalds Partner Ron Sauey im Alter von nur 38 Jahren. Von 2000 bis 2003 war Archibald Vorstandsvorsitzender der International Crane Foundation. Seit 2003 ist er leitender Naturschützer dieser Organisation.

## Auszeichnungen
Archibald wurde mehrfach mit Preisen gewürdigt, darunter 1983 mit dem Orden der Goldenen Arche, 1984 mit dem MacArthur Award der MacArthur Foundation, 1985 mit der Goldmedaille des World Wildlife Fund, 1987 mit dem Global 500 Roll of Honor Award des Umweltprogramms der Vereinten Nationen, 2005 mit der Wildlife Conservation Medal der Zoological Society of San Diego sowie 2012 mit der Queen Elizabeth II Diamond Jubilee Medal. Im selben Jahr erhielt er die Auszeichnung Member des Order of Canada. Ferner besitzt Archibald Ehrendoktortitel von der Southern Methodist University in Dallas, Texas (1996), der Mount Allison University in Sackville, New Brunswick (1998), der Dalhousie University in Halifax, Nova Scotia (2002), der University of Wisconsin in Madison (2004) sowie von der Miami University in Oxford, Ohio (2014).

## Mitgliedschaften
Archibald ist Mitglied in folgenden Organisationen und Gesellschaften: Bombay Natural History Society, Canadian Wildlife Service, Chicago Academy of Sciences, Chinese Association for Wildlife Conservation, IUCN, WWF, WWF Thailand, New York Zoological Society, Oriental Bird Club, Ornithological Society of China, Queensland National Parks and Wildlife Service, South African Ornithological Society, United States Fish and Wildlife Service, Yamashina Institute for Ornithology, Livingston Ripley Waterfowl Santuary sowie im Whooping Crane Recovery Team.

## Werke (Auswahl)
Neben zahlreichen Artikeln in wissenschaftlichen Journalen und Naturschutzmagazinen verfasste Archibald Buchkapitel zur Familie der Kraniche (Gruidae) im Handbook of the Birds of the World (1996) und in Grzimek’s Animal Life Encyclopedia (2002). Ferner war er an der Schrift Cranes: Status Survey and Conservation Action Plan (1996) der IUCN beteiligt.